# Isayama Hajime
Isayama Hajime (Nhật: 諫山 創 (Gián Sơn Sáng)  sinh ngày 29 tháng 8 năm 1986) là một mangaka người Nhật Bản. Loạt manga đầu tay của anh, Đại chiến Titan (2009 - 2021) là một trong những manga bán chạy nhất mọi thời đại với 100 triệu bản bán ra trên toàn thế giới tính đến tháng 12 năm 2019.

## Tiểu sử
Hajime Isayama sinh ra tại thị trấn Ōyama (nay thuộc thành phố Hita), tỉnh Ōita, Nhật Bản. Anh bắt đầu gửi những tác phẩm của mình đến các cuộc thi sáng tác manga khi đang theo học tại Trường Trung học Hita Rinko. Sau khi tốt nghiệp trung học, anh trúng tuyển vào chương trình thiết kế manga của khoa hội họa thuộc Học viện Kyushu Designer. Năm 19 tuổi, Hajime Isayama hoàn thành tác phẩm đầu tay của mình là one-shot 65 trang Shingeki no Kyojin, tiền đề cho loạt manga Đại chiến Titan sau này của Hajime Isayama. One-shot này đã giành giải "Tác phẩm xuất sắc" thuộc Giải thưởng Magazine Grand Prix (được biết đến với tên MGP) năm 2006 do nhà xuất bản Kodansha tài trợ. Ở tuổi 20, Hajime Isayama chuyển đến Tokyo và làm việc tại một quán cà phê Internet để theo đuổi sự nghiệp sáng tác truyện tranh.
Năm 2008, Hajime Isayama tham dự giải Manga Freshman lần thứ 80 của tờ Tuần san Shōnen và giành giải Khuyến khích Đặc biệt cho tác phẩm Heart Break One của mình. Tác phẩm khác của anh là Orz cũng là một trong các sáng tác được lựa chọn trong cuộc thi này vào năm 2009.
Ban đầu, Hajime Isayama thảo luận với nhà xuất bản Shueisha để cho đăng tác phẩm của mình trên tạp chí Weekly Shōnen Jump, cũng như nhiều nhà xuất bản khác, nhưng đều bị từ chối hợp tác vì họ cho rằng nét vẽ của anh quá xấu và khuyên anh nên thay đổi cốt truyện để phù hợp hơn với thể loại shōnen. Anh từ chối và quyết định gửi tác phẩm của mình đến tạp chí Tuần san Shōnen của nhà xuất bản Kodansha. Biên tập viên của Hajime Isayama đã đề nghị anh cân nhắc viết một bộ truyện dài tập dựa trên one-shot 65 trang ngày trước. Hajime Isayama dành nửa năm để xây dựng thế giới của bộ truyện. Năm 2009, tác phẩm dài kì đầu tiên của anh, Đại chiến Titan, bắt đầu được đăng hàng tháng trên tạp chí Bessatsu Shōnen (tờ spin-off của Tuần san Shōnen). Đại chiến Titan giành giải Manga Kodansha lần thứ 35 hạng mục Shōnen vào năm 2011, được đề cử cho giải Manga Taishō lần thứ 4 và giải Văn hóa Tezuka Osamu lần thứ 16. Đại chiến Titan được dịch sang tiếng Anh và phát hành bởi Kodansha USA. Bộ truyện được chuyển thể thành một loạt anime dài tập và một bộ phim người đóng hai phần, là nguồn cảm hứng cho năm loạt manga ngoại truyện, ba loạt light novel, một số visual novel và trò chơi điện tử. Năm 2013, khu nghỉ dưỡng Bungo Oyama Hibiki no Sato ở quê hương Ōyama của anh đã tổ chức một triển lãm miễn phí trưng bày bản sao các bản thảo của Đại chiến Titan. Một sự kiện đặc biệt về Đại chiến Titan được tổ chức tại thành phố Hita vào ngày 1 tháng 11 năm 2014, với sự tham dự của Isayama và khoảng 2.500 khán giả. Ngày hôm sau, Hajime Isayama có một bài phát biểu tại nhà văn hóa Patria Hita và được thị trưởng thành phố Harada Keisuke chính thức bổ nhiệm là Đại sứ Du lịch của Hita. Tháng 12 năm 2018, Hajime Isayama thông báo trên blog cá nhân rằng anh đã kết hôn vào đầu năm đó.

## Cảm hứng sáng tác
Hajime Isayama tiết lộ JoJo no Kimyō na Bōken của Araki Hirohiko là một trong những manga có sức ảnh hưởng lớn nhất lên sáng tác của mình. Bên cạnh đó, Công viên kỷ Jura, loạt phim Game of Thrones, visual novel Muv-Luv là nguồn cảm hứng cho anh khi viết nên cái kết của Đại chiến Titan. Hajime Isayama cho biết phong cảnh đồi núi của quê nhà Ōyama đã truyền cảm hứng để anh sáng tạo nên những bức tường trong bộ truyện, còn ý tưởng về những Titan ăn thịt người xuất hiện khi Hajime Isayama quan sát thế giới sinh vật trong nông trại nhà mình. Làm việc tại quán cà phê internet giúp Isayama có cơ hội gặp gỡ nhiều kiểu người với nhiều tính cách và cảm xúc đa dạng, sau này trở thành hình mẫu cho những Titan trong bộ truyện.

## Tác phẩm
| Tựa đề                                                                           | Năm         | Nhà xuất bản                                                             | Ghi chú | Tham khảo     |
| -------------------------------------------------------------------------------- | ----------- | ------------------------------------------------------------------------ | --- | ------------- |
| Shingeki no Kyojin (進撃の巨人 Attack on Titan)                                  | 2006        |                                                                          | Phiên bản one-shot                                                                                                 | [ 5 ]         |
| Heart Break One (ハート ブレイク ワン Hāto Bureiku Wan)                          | 2008        |                                                                          | One-shot | [ 15 ]        |
| Orz                                                                              | 2008        |                                                                          | One-shot | [ 16 ]        |
| Đại chiến Titan (進撃の巨人 Shingeki no Kyojin)                                  | 2009 - 2021 | Kodansha (tiếng Nhật) Kodansha USA (tiếng Anh)                           | Manga |               |
| Shingeki no Kyojin Inside Kou (進撃の巨人 INSIDE 抗 Attack on Titan Inside)      | 2013        |                                                                          | Profile và phỏng vấn các nhân vật                                                                                  |               |
| Shingeki no Kyojin OUTSIDE Osamu (進撃の巨人 OUTSIDE 攻 Attack on Titan Outside) | 2013        |                                                                          | Concept art, phỏng vấn. Bao gồm một bản nháp của chương 1 (2009)                                                   |               |
| Attack on Avengers                                                               | 2014        | Brutus (tiếng Nhật) Colossal Edition Vol. 2 bởi Kodansha USA (tiếng Anh) | Crossover với Marvel Comics. Cốt truyện bởi Isayama, minh họa bởi Axel Alonso và Joe Quesada                       | [ 17 ]        |
| Za Kiringu Pōn (ザ・キリング・ポーン The Killing Pawn)                           | 2014        |                                                                          | One-shot; minh họa bởi Minagawa Ryōji; sau này được thêm vào tuyển tập truyện ngắn "Tensousha" (2021) của Minagawa | [ 18 ] [ 19 ] |

## Giải thưởng
| Năm                                                   | Giải thưởng                                           | Hạng mục                                     | Đề cử cho                                      | Kết quả   |
| ----------------------------------------------------- | ----------------------------------------------------- | -------------------------------------------- | ---------------------------------------------- | --------- |
| 2006                                                  | Giải Magazine Grand Prix                              | Tác phẩm xuất sắc                            | Shingeki no Kyojin (phiên bản one-shot)        | Đoạt giải |
| 2008                                                  | Giải Manga Freshman lần thứ 80 của tờ Tuần san Shōnen | Giải Khuyến khích Đặc biệt                   | Heart Break One                                | Đoạt giải |
| Giải Manga Freshman lần thứ 81 của tờ Tuần san Shōnen | Tác phẩm được lựa chọn                                | Orz                                          | Đoạt giải                                      |           |
| 2011                                                  | Giải Manga Taishō lần thứ 4                           | Manga xuất sắc nhất                          | Đại chiến Titan                                | Đề cử     |
| Giải Manga Kodansha lần thứ 35                        | Manga shōnen xuất sắc nhất                            | Đại chiến Titan                              | Đoạt giải                                      |           |
| 2012                                                  | Giải Văn hóa Tezuka Osamu lần thứ 16                  | Giải cao nhất                                | Đại chiến Titan                                | Đề cử     |
| 2013                                                  | Giải Anime & Manga Grand Prix lần thứ 20              | Manga có triển vọng nhất                     | Đại chiến Titan                                | Đoạt giải |
| Giải Saló del Manga de Barcelona lần thứ 19           | Manga shōnen xuất sắc nhất                            | Đại chiến Titan                              | Đoạt giải                                      |           |
| Giải Bros Comic lần thứ 6                             | Giải cao nhất (Truyện tranh hoạt họa)                 | Đại chiến Titan                              | Đoạt giải                                      |           |
| 2014                                                  | Giải Văn hóa Tezuka Osamu lần thứ 18                  | Giải cao nhất                                | Đại chiến Titan                                | Đề cử     |
| Giải Attilio Micheluzzi lần thứ 17                    | Loạt truyện nước ngoài xuất sắc nhất                  | Đại chiến Titan (xuất bản bởi Planet Manga)  | Đoạt giải                                      |           |
| Giải True Believer Comic                              | Manga được yêu thích                                  | Đại chiến Titan                              | Đoạt giải                                      |           |
| Giải Harvey Award lần thứ 27                          | Phiên bản ở Mỹ của tác phẩm nước ngoài                | Đại chiến Titan (xuất bản bởi Kodansha USA)  | Đoạt giải                                      |           |
| Giải Anime & Manga Grand Prix lần thứ 21              | Manga xuất sắc nhất                                   | Đại chiến Titan                              | Đoạt giải                                      |           |
| Giải E-Book                                           | Giải cao nhất                                         | Đại chiến Titan (xuất bản bởi Kondansha)     | Đoạt giải                                      |           |
| Giải E-Book                                           | Hạng mục Truyện tranh                                 | Đại chiến Titan (xuất bản bởi Kondansha)     | Đoạt giải Hạng 1                               |           |
| Giải Pochi                                            | Manga quốc tế xuất sắc nhất                           | Đại chiến Titan (xuất bản bởi Carlsen Manga) | Đoạt giải                                      |           |
| Giải Saló del Manga de Barcelona lần thứ 20           | Manga shōnen xuất sắc nhất                            | Đại chiến Titan                              | Đoạt giải                                      |           |
| Giải NEO                                              | Manga xuất sắc nhất                                   | Đại chiến Titan (xuất bản bởi Kodansha USA)  | Đoạt giải                                      |           |
| 2015                                                  | Giải Sugoi Nhật Bản lần thứ nhất                      | Loạt manga xuất sắc nhất                     | Đại chiến Titan                                | Đoạt giải |
| Giải AnimaniA lần thứ 11                              | Manga quốc tế xuất sắc nhất                           | Đại chiến Titan (xuất bản bởi Carlsen Manga) | Đoạt giải                                      |           |
| Giải Goodreads Choice                                 | Tiểu thuyết hình ảnh và truyện tranh xuất sắc nhất    | Đại chiến Titan                              | Hạng 3                                         |           |
| 2021                                                  | Giải Saló del Manga de Barcelona lần thứ 27           | Manga shōnen xuất sắc nhất                   | Đại chiến Titan (xuất bản bởi Norma Editorial) | Đề cử     |
| Giải thưởng Xuất bản Noma                             | Giải Văn hóa Xuất bản Noma                            | Isayama Hajime                               | Đoạt giải                                      |           |